# Sakai, Ibaraki
Sakai (境町 Sakai-machi) là thị trấn thuộc huyện Sashima, tỉnh Ibaraki, Nhật Bản. Tính đến ngày 1 tháng 10 năm 2020, dân số ước tính thị trấn là 24.201 người và mật độ dân số là 520 người/km2. Tổng diện tích thị trấn là 46,59 km2.

## Địa lý

### Đô thị lân cận
- Ibaraki
  - Koga
  - Bandō
  - Goka
- Chiba
  - Noda